# Adrián Czornomaz
Adrián „Pirata” Czornomaz (ur. 30 kwietnia 1971 w Avellaneda Partido, w prowincji Buenos Aires) – argentyński piłkarz pochodzenia ukraińskiego, grający na pozycji napastnika.

## Kariera piłkarska

### Kariera klubowa
Wychowanek klubu Argentino de Quilmes, w którym rozpoczął karierę piłkarską. W latach 1986–2006 występował w argentyńskich klubach Independiente, San Lorenzo de Almagro, Banfield, Belgrano, Quilmes AC, All Boys, CA Los Andes, Atlético Tucumán, Gimnasia y Esgrima, CA Tigre, Independiente Rivadavia, Tristán Suárez, Defensa y Justicia i Talleres de Escalada. Oprócz tego w 1990–1991 grał w chilijskim Cobreloa, w 1992 w austriackim klubie Rapid Wiedeń, w 1996–1997 w peruwiańskich Universitario i Sporting Cristal oraz w 1997 w meksykańskim Tigres UANL. W swojej karierze strzelił 258 bramek, z nich 160 w Primera B Nacional, co jest rekordem ligi B.

## Sukcesy i odznaczenia

### Sukcesy klubowe
- mistrz Argentyny: 1988/89
- mistrz Primera B Nacional: 1992/93
- finalista Copa Libertadores: 1997

### Sukcesy indywidualne
- rekordzista Primera B Nacional: 160 bramek
- król strzelców Primera B Nacional: 1995/96, 1998/99
- król strzelców Primera División de Chile: 1990
- król strzelców Primera División Peruana: 1996